# Clube Desportivo Trofense
Clube Desportivo Trofense je portugalski nogometni klub iz gradića Trofe. Klub je utemeljen 1930. godine. U sezoni 2019./20. klub igra u Campeonato de Portugal (3. rang), u Serie B.
Klupske boje (na grbu) su crvena, bijela i (svijetlo) plava.

## Vanjske poveznice
- Službene stranice